# Metrobüs (Istanbul)
Pour les articles homonymes, voir Métrobus.
Metrobüs est un réseau de bus à haut niveau de service mis en place à Istanbul, en Turquie. Depuis l'ouverture de la première section en septembre 2007, le réseau a été progressivement étendu pour atteindre 50,5 km et 45 stations (pour un temps de trajet d'environ une heure et 15 minutes) en 2025. D'autres prolongements sont en cours. L'appellation Metrobüs est une contraction des mots métro (turc : metro) et autobus (Turc : otobüs), montrant une similitude de ces bus en site propre et un mode lourd comme le métro.
Le Metrobüs dispose d'un site spécifique sans aucun carrefour sur la quasi-totalité de son parcours, à savoir entre son terminus occidental à  Güpınar (Beylikdüzü) et Zincirlikuyu ainsi qu'entre Söğütlüçeşme et le côté Est du pont du Bosphore. C'est uniquement sur le pont que les bus sont en circulation mixte avec la circulation ordinaire. Le parcours suit la D100, l'artère autoroutière principale de la ville. Le Metrobüs est "fermé", les bus circulant uniquement sur son site. Les arrêts s'apparentent à des stations de tramway/métro avec une ligne de contrôle et du mobilier spécifique.

## Historique
- 17 septembre 2007 : mise en service entre Avcılar et Topkapi[1]
- 8 septembre 2008 : prolongement de Topkapı à Zincirlikuyu[1]
- 3 mars 2009 : prolongement de Zincirlikuyu à Söğütlüçeşme via le pont du Bosphore[1]
- 19 juillet 2012 : prolongement de Avcılar à Gürpınar (parc des expositions Tüyap)[2].

## Exploitation

### Services

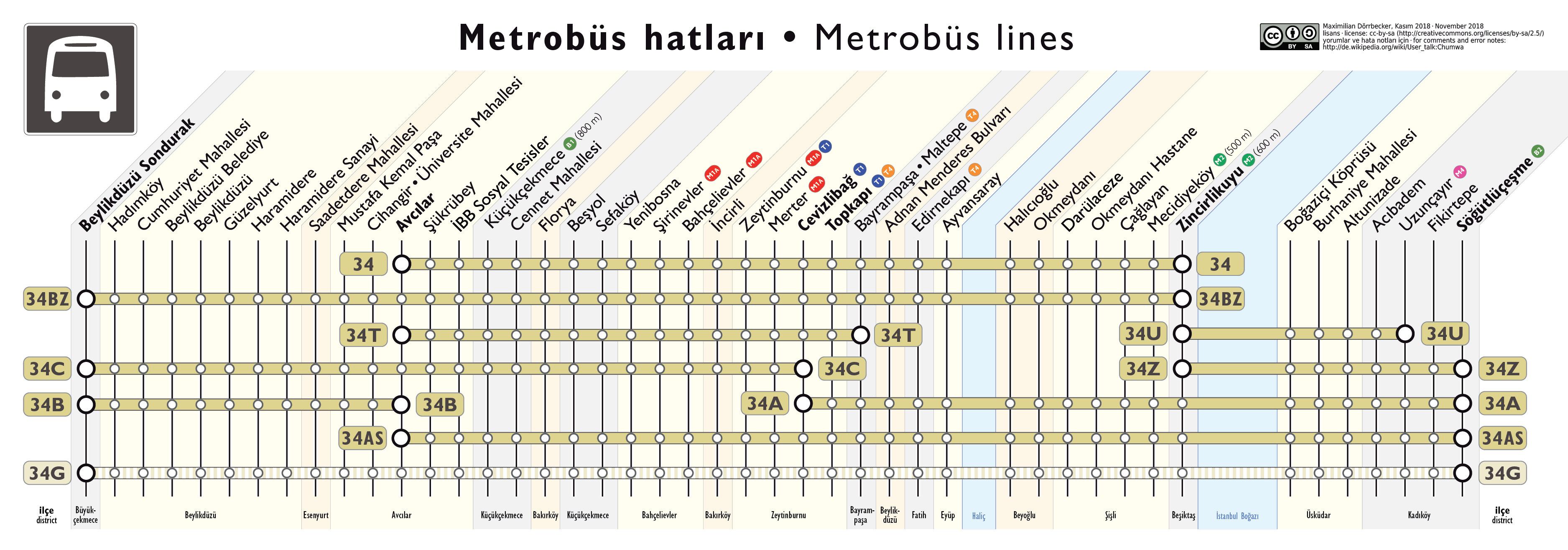
Les services avec leurs arrêts sur le tracé du Metrobüs.

L'exploitation du Metrobüs est organisée avec des bus parcourant l'intégralité de la ligne ainsi que par des services partiels circulant uniquement sur une section limitée de la ligne : 

### Matériel roulant
Le parc de matériel roulant du Metrobüs comprend 350 autobus dont 315 sont en service chaque jour, principalement des Mercedes-Benz Citaro du type « CapaCity » (version avec quatre essieux et une longueur de 19,54 mètres),. Des Citaros articulés classiques ainsi que des Phileas (véhicules bi-articulés développés par Samenwerkingsverband Regio Eindhoven) ont été ajoutés ensuite pour faire face à la demande.